# 미와촌 (아이치현 지타군)
미와촌(三和村)은 아이치현 지타군에 설치되었던 촌이다. 현재의 도코나메시에 해당한다.